# Bibliografická citace
Bibliografická citace (anglicky bibliographic reference) je soubor údajů o citovaném autorském díle nebo jeho části. Umožňuje jeho identifikaci, včetně ověření údajů. Umožňuje též lokalizaci informačních zdrojů a odpovídá na potřebu jejich konzistentního způsobu citování. Bibliografické citace dovolují získat informaci o dalších zdrojích, které se dotýkají popisované problematiky. Tvoří seznam použité literatury nebo elektronických zdrojových dokumentů a také se využívají pro uvádění odkazů v textu.

## Požadavek autorského zákona
Uvedení bibliografických citací o dílech nebo jejich částech převzatých od jiných autorů je mimo jiné požadováno autorským zákonem:
| „                | ...je však nutné uvést, je-li to možné, jméno autora, nejde-li o dílo anonymní, nebo jméno osoby, pod jejímž jménem se dílo uvádí na veřejnost, a dále název díla a pramen. | “ |
| — autorský zákon | |   |

Podle autorského zákona je možné cizí autorské dílo rozmnožit pouze pro vlastní potřebu. Využít jej, například na svých webových stránkách, zákon povoluje v případě, kdy bude v odůvodněné míře užito výňatků ze zveřejněných děl ve vlastním díle; nebo bude užito výňatku z díla nebo celé drobné dílo pro účely kritiky nebo recenze k tomuto dílu či pro vědeckou nebo odbornou tvorbu; případně dílo bude užito při vyučování pro ilustrační účel nebo při vědeckém výzkumu, jejichž účelem není dosažení hospodářského prospěchu. Vždy však musí být splněn požadavek zákona o citaci uvedený v úvodu tohoto odstavce.

## Norma ČSN ISO 690
Vytváření citací se řídí normou ČSN ISO 690 Informace a dokumentace – Pravidla pro bibliografické odkazy a citace informačních zdrojů (vyd. 2022). Norma stanovuje údaje, které je v citaci nezbytné uvést (obsahuje-li je dílo). Tyto standardy jsou doplněny normou ČSN ISO 9:1995, která stanoví, jak transliterovat cyrilicí psaná jména nebo názvy.
Norma ČSN ISO 690:2022 nahrazuje starší verze: ČSN ISO 690:2011, ČSN ISO 690:1996 a ČSN ISO 690-2:2000. Je použitelná pro vytváření bibliografických citací různých typů informačních zdrojů – pro tištěné i elektronické dokumenty, webové stránky, software, kartografické dokumenty, patenty grafická a hudební díla, audiovizuální dokumenty a další.
Dokument rozlišuje termín citace (angl. citation), což je údaj v textu dokumentu odkazující na použitý pramen v seznamu použité literatury, a termín bibliografická citace (angl. reference), který charakterizuje jako „podrobný bibliografický záznam použitého informačního zdroje, který slouží k jeho přesné identifikaci, lokalizaci a následnému znovunalezení“.
Norma poskytuje konfigurovatelný rámec pro užití různých citačních stylů, přičemž žádný z těchto stylů neupřednostňuje.
Norma určuje doporučené a volitelné údaje a obvyklé pořadí údajů v abecedním seznamu citací, nepředepisuje konkrétní styl interpunkce a typografie, ale seznam by měl zachovávat konzistentní systém. K zápisu odkazů v textu je možné použít různé způsoby.

## Vybrané příklady tvorby bibliografických citací

### Bibliografické citace tištěných dokumentů

#### Monografie (knihy, sborníky a další jednorázově vydané publikace)
Údaje a doporučená úprava:
Tvůrce. Název. [Vedlejší názvy]. Vydání. Vedlejší tvůrce (role). Název a číslo edice. Místo: vydavatel, rok. Licence. ISBN. Poznámka.
(Povinné údaje: autor (je-li), název, vydání, název a číslo edice, nakladatel, rok vydání, ISBN.)
Autor se uvádí v pořadí PŘÍJMENÍ, křestní jméno, tituly se neuvádějí. Pět a méně autorů se oddělují čárkou, respektive poslední spojkou a (uvádějí se všichni). V případě druhého a dalších autorů je možné jméno a příjmení uvést jak v pořadí obráceném, tak přímém, je-li to žádoucí. Zvolený styl však musí být jednotný v celé bibliografii. Pokud jich je více než pět, přidá se označení „et al.“ nebo „aj.“. Je-li autor neznámý, citace začíná až názvem publikace. U nakladatele se neuvádí zkratka formy podnikání, např. s. r. o.
Příklad:
MURRAY, Raymond LeRoy a HOLBERT, Keith E. Nuclear energy: an introduction to the concepts, systems, and applications of nuclear processes. 7th ed. Amsterdam: Elsevier, 2015. ISBN 978-0-12-416654-7.
OLIVOVÁ-NEZBEDOVÁ, Libuše. Pomístní jména v Čechách: o čem vypovídají jména polí, luk, lesů, hor, vod a cest. Praha: Academia, 1995. ISBN 80-901072-8-1.
KRÁLÍK, Jan a Anna ČERNÁ. Každý den s češtinou: zajímavosti a zvláštnosti: 121 kapitol o češtině. Praha: Nakladatelství Lidové noviny, 2009. ISBN 978-80-7106-884-6.
BREHM, Alfred. Brehmův illustrovaný život zvířat. Díl I., 1, Ssavci, Opice, Obři říše živočišné, Obrovští ssavci mořští. V. VÁVRA (redaktor); Jaromíra HÜTTLOVÁ a Boh. ROVENSKÝ (překladatelé). Praha: Sfinx, 1925. Na základě nejnovějších poznatků přírodovědeckých upravil K. W. Neumann.
RENDTORFF, Rolf. Hebrejská bible a dějiny: Úvod do starozákonní literatury. 3. vyd. J. HOBLÍK (překladatel). Praha: Vyšehrad, 2003. ISBN 80-7021-634-4.

#### Článek v periodiku
Údaje a doporučená úprava:
Autor článku. Název článku. Název seriálu. Datum vydání, číslování, rozsah stran. Licence. ISSN.
(Nepovinné údaje: Licence, ISSN)
Příklad:
MARTÍNEK, Dalibor. Ztracená šance na reformu. Návrh penzijní reformy řeší účty, ale ne podstatu, tedy závislost lidí na státu. Lidové noviny. 24. února 2011, roč. 24, č. 46, s. 12. ISSN 0862-5921.
KUMPERA, Jan. Josef Kajetán Tyl a západní Čechy. Plzeňský deník. 10. 7. 2006, roč. 15, č. 158, s. 3. ISSN 1210-5139.

#### Příspěvek ve sborníku
Údaje a doporučená úprava:
Tvůrce příspěvku. Název příspěvku. In: Tvůrce/Editor. Název. Místo a datum konání konference. [Vedlejší názvy]. Vydání. Vedlejší tvůrce (role). Název a číslo edice. Místo vydání: vydavatel, rok, rozsah stran. Licence. ISBN/ISSN. Poznámka.
(Nepovinné údaje: Vedlejší názvy, vedlejší tvůrce, místo vydání, licence, poznámka.)
Příklad:
DOSTÁLOVÁ, Ludmila. Logika není matematika. In: Univerzita: tradiční a netradiční ve výuce. 20.‑21. leden 2005. Plzeň: Čeněk, 2005, s. 162‑170. ISBN 80‑86898‑60‑1.

#### Seriálové publikace (časopisy, ročenky)
Na seriál se odkazuje jeho názvem. Název musí umožnit jedinečnou identifikaci. Je-li nejednoznačný, použijeme klíčový název, nebo ISSN. Ostatní informace smí být uvedeny, je-li to vhodné.
Údaje a doporučená úprava:
Název: podnázev. Vydavatel, rok. ISSN.
Příklad:
Československý sport: deník Ústředního výboru ČSTV. Ústřední výbor ČSTV, 1975. ISSN 0323-1224.

### Bibliografické citace elektronických dokumentů

#### E-monografie:
Údaje a doporučená úprava:
Tvůrce. Název. Formát. [Vedlejší názvy]. Vydání. Vedlejší tvůrce (role). Název a číslo edice. Místo: vydavatel, rok. Licence. Datum úprav, revize. ISBN. Distributor/poskytovatel online obsahu. Trvalé identifikátory. Dostupnost. [Datum citování]. Poznámka.
(Nepovinné údaje: vedlejší názvy, vedlejší tvůrce, místo vydání, licence, poznámka.)
Příklad:
VÁCLAVEK, Bedřich. Tvorbou k realitě: studie k problematice současné české literatury. Online, PDF. Praha: Městská knihovna v Praze, 2023. Verze 1.0 z 6. 1. 2023. ISBN 978-80-274-2941-7. Dostupné z: Městská knihovna v Praze, https://web2.mlp.cz/koweb/00/04/68/17/43/tvorbou_k_realite.pdf. [cit. 2023-03-16].

#### Webová stránka
Údaje a doporučená úprava:
Tvůrce. Název stránky. Formát a typ zdroje. Vydání, verze. Název sídla. Místo: vydavatel, datum publikace, datum úprav/revize. Dostupnost. [Datum citování].
(Nepovinné údaje: místo vydání, vydavatel, datum publikace. U webových stránek a příspěvků existuje výjimka – kurzivou se nezapisuje název zdrojového dokumentu (webu), ale název příspěvku, stránky.)
Příklad:
THE BRITISH MUSEUM. A First World War love story on a coin. Online. The British Museum. C2025. Dostupné z: https://www.britishmuseum.org/collection/desire-love-and-identity/first-world-war-love-story-coin. [cit. 2025-05-12].

#### Závěrečné práce (dostupné online)
Údaje a doporučená úprava:
Tvůrce. Název. Typ zdroje. Místo: Vysoká škola, fakulta, datum. Dostupnost. [Datum citování].
Příklad:
KRÁLOVÁ, Markéta. Literary Tourism: British Authors Writing about Andalusia. Online, diplomová práce. Opava: Slezská univerzita v Opavě, Filozoficko-přírodovědecká fakulta v Opavě, 2020. Dostupné z: https://is.slu.cz/th/eep7d/FPF_DP_20_Literary_Tourism_Kralova_Marketa.pdf. [cit. 2025-05-12].